# Nuevo Campo de Inca
El estadio Nuevo Campo de Inca (oficialmente y en catalán Estadi Nou Camp d'Inca) es un estadio de fútbol con sede en la ciudad española de Inca, Islas Baleares. Inaugurado el 29 de agosto de 1965 con un aforo actual de 10 000 espectadores, juega en él sus partidos como local el Club Deportivo Constancia.
- Datos: Q18417321